# Нивки (Добрушский район)
Нивки (бел. Нiўкi) — деревня в Тереховском сельсовете Добрушского района Гомельской области Республики Беларусь.

## География

### Размещение
В 40 км на юго-восток от районного центра Добруш, в 7 км от железнодорожной станции Тереховка на линии Гомель — Николаевка, в 46 км от Гомеля. В 1,5 км от границы с Украиной.

## Транспортная система
Транспортная связь по автодороге с Тереховкой и Добрушем. В деревне 175 жилых домов (2004 год). Планировка состоит из прямолинейной и слегка искривлённой улиц с меридиональной направленностью, к каждой примыкают по 1-й короткой улице. Застройка двухсторонняя, деревянными домами усадебного типа.

## История
По письменным источникам деревня известна с XVIII века как слобода Речицкого повета Минского воеводства Великого княжества Литовского. В 1764 году военные формирования во главе с Генералом Масловым выслали всех жителей придерживающихся староверства в Сибирь. После 1-го раздела Речи Посполитой (1772 год) в составе Российской империи. В 1776 году работала корчма, деревня находилось во владении фельдмаршала графа П.А. Румянцева-Задунайского. С 1834 года владение фельдмаршала графа И.Ф. Паскевича. В 1788 году в Коренёвской экономии Гомельского имения. В 1885 году работала ветряная мельница. С 1893 года действовала церковь Александра Невского. В 1897 году действовали хлебозапасный магазин, школа грамоты, корчма. В 1909 году в Краснобудской волости Гомельского уезда. В 1926 году действовали школа, почтовое отделение.
С 8 декабря 1926 года по 30 декабря 1927 года является центром Нивского сельсовета Тереховского района Гомельского округа.
В 1929 году организован колхоз «Красная нива». В деревне находились 2 ветряные мельницы, кузница.
Во время Великой Отечественной войны оккупанты в сентябре 1943 года частично сожгли деревню. В бою за деревню погибло 6 советских солдат.
Центр подсобного хозяйства «Красная нива». Располагаются кирпичная церковь (с 1990 года), комбинат бытового обслуживания, лесопилка, 9-летняя школа, клуб, библиотека, фельдшерско-акушерский пункт, отделение связи, 2 магазина.

## Население

### Численность
- 2004 год — 175 дворов, 338 жителя

### Динамика
- 1776 год — 42 двора
- 1788 год — 240 жителей
- 1798 год — 369 жителей
- 1816 год — 94 двора, 382 жителя
- 1834 год — 110 дворов, 680 жителей
- 1885 год — 137 дворов, 818 жителей
- 1897 год — 160 дворов, 922 жителя (согласно переписи)
- 1909 год — 194 двора, 1390 жителей
- 1926 год — 265 дворов
- 2004 год — 175 дворов, 338 жителей

## Культура
- Дом культуры

## Достопримечательности
- Храм Александра Невского